# Conquesta de Sirjan (1396)
La conquesta de Sirjan fou el desenllaç d'un llarg setge que va començar el 1393 i que amb diferent intensitat es va perllongar fins al 1396.
Sultan Abu Ishaq havia deixat la fortalesa de Sirjan sota comandament del seu naib Gudarz (1393) i havia anat a sotmetre's a Tamerlà; al arribar a Fars, on era Tamerlà) fou empresonat i poc després, a finals de maig, fou executat com la majoria dels altres prínceps de la família muzaffàrida. Però Gudarz va decidir resistir a una possible conquesta aspirant a poseir Sirjan per a si mateix i quan es van presentar les forces timúrides es van trobar les portes tancades.
El setge es va fer de manera informal, mes de vigilància que actiu; el 1394 hi va anar Umar Xaikh, designat governador de Fars, que estava sotmetent alguns castells que no s'havien rendit el 1393. Però quan el setge es feia mes intens, Umar Xaikh fou cridat pel seu pare per anar al Diyar Bakr i va deixar encarregats de prosseguir el setge i culminar-lo a Ideku Barles governador de Kirman, Shah Shahan governador de Sistan i l'amir Pirali Selduz.
Però altre cop no es va posar molt d'interès en la conquesta, i encara que es van fer alguns atacs, no van aconseguir la rendició de la fortalesa el 1395. El setge no fou especialment violent, però si persistent. El 1396, després de tres anys de setge, la fortalesa ja estava al límit i ja només quedaven Gudarz i sis persones mes vives. Finalment Gudarz es va rendir i fou executat i el castell ocupat.

## Referència
- Yazdi Sharaf al-Din Ali, Zafarnama, Trad. al francès de Petis de la Croix sota el títol “Histoire de Timur Bec”, III, 63.